# Осмо-Сорійська діоцезія
О́смо-Сорі́йська діоце́зія (лат. Dioecesis Oxomensis-Soriana; ісп. Diócesis de Osma-Soria) — діоцезія римського обряду Католицької церкви в Іспанії, з центром у місті Більбао, з центрами у містах Осмі і Сорії.  Входить до складу Бургоської церковної провінції. Суфраганна діоцезія Бургоської архідіоцезії. Заснована 9 березня 1959 року. Голова — єпископ Осмійський і Сорійський. Центральні храми — Осмійський і Сорійський собори.  Площа — 10,328 км². Населення — 95,700 ос.; з них католики — 76,900 ос. (80.4%). Чинний голова — Абіліо Мартінес Вареа, єпископ Осмійський і Сорійський.

## Єпископи
Єпископи Осмійські
- 25 серпня 1909 — 4 травня 1917: Мануель Лаго-Гонсалес
- Абіліо Мартінес Вареа

## Статистика
Згідно з «Annuario Pontificio» і Catholic-Hierarchy.org:
| Рік  | Населення | Населення | Населення | Священики | Священики | Священики | Священики           | Диякони | Ченці    | Ченці | Парафії |
| Рік  | католики  | загалом   | %         | загалом   | секулярні | ченці     | вірних на священика | Диякони | чоловіки | жінки | Парафії |
| ---- | --------- | --------- | --------- | --------- | --------- | --------- | ------------------- | ------- | -------- | ----- | ------- |
| 1950 | 188.650   | 188.650   | 100,0     | 390       | 310       | 80        | 483                 |         | 245      | 209   | 429     |
| 1970 | 120.350   | 120.350   | 100,0     | 300       | 248       | 52        | 401                 |         | 83       | 380   | 447     |
| 1980 | 99.000    | 101.150   | 97,9      | 211       | 165       | 46        | 469                 | 1       | 64       | 321   | 450     |
| 1990 | 92.640    | 96.500    | 96,0      | 189       | 147       | 42        | 490                 | 1       | 57       | 347   | 477     |
| 1999 | 86.500    | 93.000    | 93,0      | 183       | 145       | 38        | 472                 | 1       | 56       | 302   | 550     |
| 2000 | 87.400    | 95.033    | 92,0      | 171       | 136       | 35        | 511                 | 1       | 45       | 235   | 550     |
| 2001 | 84.465    | 93.850    | 90,0      | 168       | 133       | 35        | 502                 | 1       | 48       | 309   | 551     |
| 2002 | 82.183    | 91.314    | 90,0      | 177       | 142       | 35        | 464                 | 1       | 52       | 312   | 551     |
| 2003 | 72.580    | 90.717    | 80,0      | 178       | 143       | 35        | 407                 | 1       | 50       | 314   | 551     |
| 2004 | 73.190    | 91.487    | 80,0      | 166       | 135       | 31        | 440                 | 1       | 42       | 235   | 551     |
| 2013 | 76.900    | 95.700    | 80,4      | 126       | 106       | 20        | 610                 |         | 32       | 212   | 551     |